# Pherusa heteropapillata
Pherusa heteropapillata är en ringmaskart som beskrevs av Hartmann-Schröder 1965. Pherusa heteropapillata ingår i släktet Pherusa och familjen Flabelligeridae. Inga underarter finns listade i Catalogue of Life.